# No Sudden Move
Pour plus de détails, voir Fiche technique et Distribution.
No Sudden Move ou Que personne ne bouge au Québec est un film américain réalisé par Steven Soderbergh et sorti en 2021.
Il est présenté en avant-première au festival du film de Tribeca en juin 2021, avant une sortie sur la plateforme HBO Max aux États-Unis, le mois suivant.

## Synopsis
À Détroit en 1954, Curt Goynes est recruté par le mystérieux Doug Jones. Ce dernier fait également appel à Ronald Russo et Charley. Personne ne se connaissait avant cela. Ils vont devoir mettre leur méfiance et leurs différences de côté pour cette mission. Ils doivent prendre en otage la famille de Matt Wertz, un comptable de General Motors. Charley accompagne ensuite Wertz à son travail, pour récupérer un document situé dans le coffre-fort de son patron. Pendant ce temps, Ronald et Curt restent avec la femme de Wertz et leurs deux enfants. Cependant, leur plan tourne mal et rien ne se passe comme prévu. Charley est abattu. Curt et Ronald vont alors tenter de découvrir qui les a engagés. Cela va les mener directement à une ville en évolution rapide qui est déchirée par les problèmes raciaux. En parallèle, l'inspecteur Joe Finney enquête sur le meurtre de Charley.

## Fiche technique
Sauf indication contraire, les informations mentionnées dans cette section peuvent être confirmées par la base de données cinématographiques IMDb,  présente dans la section « Liens externes ».
- Titre original : No Sudden Move
- Titre de travail : Kill Switch
- Titre québécois : Que personne ne bouge
- Réalisation : Steven Soderbergh
- Scénario : Ed Solomon
- Musique : David Holmes
- Direction artistique : Jesse Rosenthal
- Décors : Hannah Beachler
- Montage : Steven Soderbergh (crédité sous le pseudonyme de Mary Ann Bernard[3])
- Photographie : Steven Soderbergh (crédité sous le pseudonyme de Peter Andrews[3])
- Production : Julie M. Anderson, Casey Silver et Steven Soderbergh
- Sociétés de production : Warner Bros. et HBO Max
- Société de distribution : HBO Max (États-Unis)
- Pays de production :  États-Unis
- Langue originale : anglais
- Format : couleur
- Genres : thriller, historique, drame
- Durée : 116 minutes
- Dates de sortie :
  - États-Unis : 18 juin 2021 (avant-première au festival du film de Tribeca) ; 1er juillet 2021 (HBO Max)
  - Canada : 1er juillet 2021 (vidéo à la demande)
  - France : 8 septembre 2021 (1re diffusion sur Canal+ et VOD)
- Classification[4] :
  - États-Unis : R - Restricted

## Distribution
- Don Cheadle (VF : Sidney Kotto) : Curtis « Curt » Goynes
- Benicio del Toro (VF : Boris Rehlinger) : Ronald Russo
- David Harbour (VF : Stéphane Pouplard) : Matthew Wertz Sr.
- Amy Seimetz (VF : Christèle Billault) : Mary Wertz
- Jon Hamm (VF : Jérémie Covillault) : l'inspecteur Joe Finney
- Ray Liotta (VF : Emmanuel Jacomy) : Frank Capelli
- Kieran Culkin (VF : Donald Reignoux) : Charley
- Noah Jupe (VF : Timothé Vom Dorp) : Matthew Wertz Jr.
- Brendan Fraser (VF : Guillaume Orsat) : Jones
- Bill Duke (VF : Pascal Vilmen) : Aldrick Watkins
- Julia Fox (VF : Ingrid Donnadieu) : Vanessa Capelli
- Frankie Shaw (VF : Marie Tirmont) : Paula Cole
- Matt Damon (VF : Damien Boisseau) : Mike Lowen / Mr. Big (caméo non crédité)
- muMs da Schemer (VF : Jean-Paul Pitolin) : Jimmy

Sources : VF[réf. nécessaire]

## Production

### Genèse et développement
En novembre 2019, on annonce que Steven Soderbergh va réaliser un film, alors intitulé Kill Switch, dans lequel il devrait notamment diriger Josh Brolin, Don Cheadle, Sebastian Stan ou encore John Cena,. Le scénario est écrit par Ed Solomon, qui avait déjà collaboré avec Steven Soderbergh sur la mini-série Mosaic (2018). C'est par ailleurs la 6e collaboration du réalisateur avec Don Cheadle
En mars 2020, Jon Hamm et Cedric the Entertainer sont annoncés en négociations, alors même que Josh Brolin quitte le projet. Don Cheadle, Sebastian Stan et Jon Hamm sont confirmés en mai. Benicio del Toro, Ray Liotta, Amy Seimetz, Frankie Shaw et George Clooney rejoignent eux aussi la distribution.
Le film est ensuite rebaptisé No Sudden Move. La distribution se complète avec les arrivées de David Harbour, Brendan Fraser, Kieran Culkin, Noah Jupe ou encore Bill Duke. En raison des retards de production liés à la pandémie de Covid-19, Sebastian Stan, John Cena et George Clooney se désengagent du film. En octobre, Matt Damon est annoncé pour un caméo. Grand « habitué » des films de Steven Soderbergh, l'acteur apparait pour la 9e fois dans un film du réalisateur.
La présence de muMs da Schemer, qui avait déjà tourné dans d'autres œuvres de Steven Soderbergh, est révélée plus tard. Le film sortira à titre posthume car l'acteur et poète décède le 24 mars 2021, avant même la sortie du film.

### Tournage
Le tournage devait initialement débuter le 1er avril 2020, mais il est repoussé en raison de la pandémie de Covid-19. Steven Soderbergh annonce ensuite pouvoir commencer en septembre. Les prises de vues débutent donc à Détroit le 28 septembre et s'achèvent le 12 novembre de la même année,.

### Musique
La musique du film est composée par David Holmes, qui avait déjà collaboré avec Steven Soderbergh pour Hors d'atteinte (1998), la trilogie Ocean's (2001-2007), Piégée (2012), Logan Lucky (2017) et The Laundromat : L'Affaire des Panama Papers (2019).
Liste des titres
1. No Sudden Move (Main Title Theme) (2:03)
2. Watkins Code Book Goes Missing (1:30)
3. You'll Figure It Out (0:39)
4. Wertz Goes to the Office (1:14)
5. I'll Call with Instructions (1:42)
6. Charley's Dead (1:26)
7. This Thing's Bigger Than Frank (1:25)
8. Hi, Clarisse (2:34)
9. Depends What You Think It Is (1:08)
10. Joe Finney Investigates (2:43)
11. Matt Wertz, Accounting (1:25)
12. This Is a Punch (2:47)
13. Don't Worry, I'm Not Gonna Bite (2:05)
14. Capelli Wants You Dead, Watkins Wants You Alive (3:06)
15. I Offer You an Olive Branch (1:03)
16. Vanessa Kills Frank (1:21)
17. They Got Everything They Need (1:17)
18. Humpty Dumpty Motel (1:34)
19. You Still Don't Remember Me, Do You? (2:35)
20. I Believe You Have Something of Mine (2:14)
21. Sorry, Ronald (1:37)
22. Let Me Play Out Two Scenarios (2:30)
23. Change of Plans (1:13)
24. Safe Travels, Mrs. Capelli (3:42)

## Sortie et accueil

### Date de sortie
No Sudden Move est présenté le 18 juin 2021 en avant-première au festival du film de Tribeca. Il est ensuite diffusé aux États-Unis sur la plateforme HBO Max dès le 1er juillet 2021. Il pourrait sortir en salles en France, distribué par Warner Bros..

### Critiques
Le film reçoit des critiques plutôt positives. Sur l'agrégateur américain Rotten Tomatoes, il obtient 92% d'avis favorables pour 142 critiques et une note moyenne de 7,8⁄10. Le consensus du site est le suivant : « Bien qu'il ne soit peut-être pas à la hauteur de ses meilleures aventures criminelles, No Sudden Move voit Soderbergh sur un terrain familier et divertissant – et tire le meilleur parti d'un excellent casting ». Sur Metacritic, No Sudden Move décroche une note moyenne de 76⁄100 pour 38 critiques.
Richard Roeper du Chicago Sun-Times donne au film la note de 3,5⁄4 et écrit notamment « Un autre chapitre instantanément immersif, richement stratifié et magnifiquement tourné de l'une des carrières de réalisateur les plus impressionnantes de notre temps ».